# Mull of Kintyre
El Mull of Kintyre (del gaélico escocés: Maol Chinn Tìre [mɯːl̪ˠ çiɲˈtʲʰiːɾʲə] ‘promontorio de Cantyre’) es la punta extremo meridional de la península de Kintyre, al sudoeste de Escocia. Su nombre es una anglificación del original goidélico Maol Ceanntìre. En la zona hay un histórico faro, y su fama se ha extendido enormemente desde que en 1977 el ex Beatle Paul McCartney junto a su banda Wings, le dedicaran una canción homónima en su honor.

## Geografía
El Mull of Kintyre se encuentra en el extremo sur de la península del mismo nombre, por lo que es un punto de paso y de vigilancia importante. Esta península está entre el mar de las islas Hébridas y el fiordo de Clyde. Desde este promontorio se puede ver tanto Ailsa Craig como la costa norte de Irlanda. 
Los estrechos de Moyle, que forman parte del canal del Norte, permiten navegar desde el mar de Irlanda al océano Atlántico. En su punto más cercano, Irlanda está a solo 20 km a través de los estrechos, siendo la menor distancia entre esta isla y Gran Bretaña.
Los bordes empinados y elevados de la costa de Kintyre lo convierten en un peligro para la aviación, en especial para aeroplanos pequeños. En la costa del Mull pueden verse los restos de diversos aparatos estrellados durante la Segunda Guerra Mundial.

## Historia
El Mull, por su ubicación estratégica, ha sido un importante puente de unión a lo largo de la historia. Se cree que fue empleado ya por los primeros europeos que cruzaron a Irlanda. En épocas más cercanas, fue utilizado por los escotos cuando viajaron desde Irlanda para establecer el reino Dalriada en la zona del actual Dál Riata.
El faro del Mull of Kintyre fue el segundo construido por orden de la Northern Lighthouse Board. Fue diseñado y construido por el ingeniero Thomas Smith, y se completó en 1788. Este faro tuvo que ser reconstruido en los años 1820, se convirtió en eléctrico en 1976 y se automatizó en 1996. La antigua casa del farero es hoy un local turístico regentado por el National Trust for Scotland.

## El términomull
El nombre Mull viene del goidélico Maol, y designa a una colina redonda, una cima o una montaña sin árboles (figuradamente también se empleaba para referirse a la frente o a una cabeza calva). Como adjetivo, la palabra designa a algo que está desnudo o pelado. En Escocia es empleado más comúnmente en el suroeste del país, donde se utiliza para referirse a golfos o promontorios y, más específicamente, al extremo de una península. Además del de Kintyre, existen otros mulls en Escocia, como el Mull of Galloway, el Mull of Oa (en Islay), el Mull of Cara (en el sur de isla de Cara), el Mull of Logan (en los Rhins of Galloway) o el Mull Head (en las Órcadas).
El nombre de la isla de Mull, en las Hébridas Interiores, parece tener una derivación pregaélica diferente.